# 1829 az irodalomban
Az 1829. év az irodalomban.

## Megjelent új művek

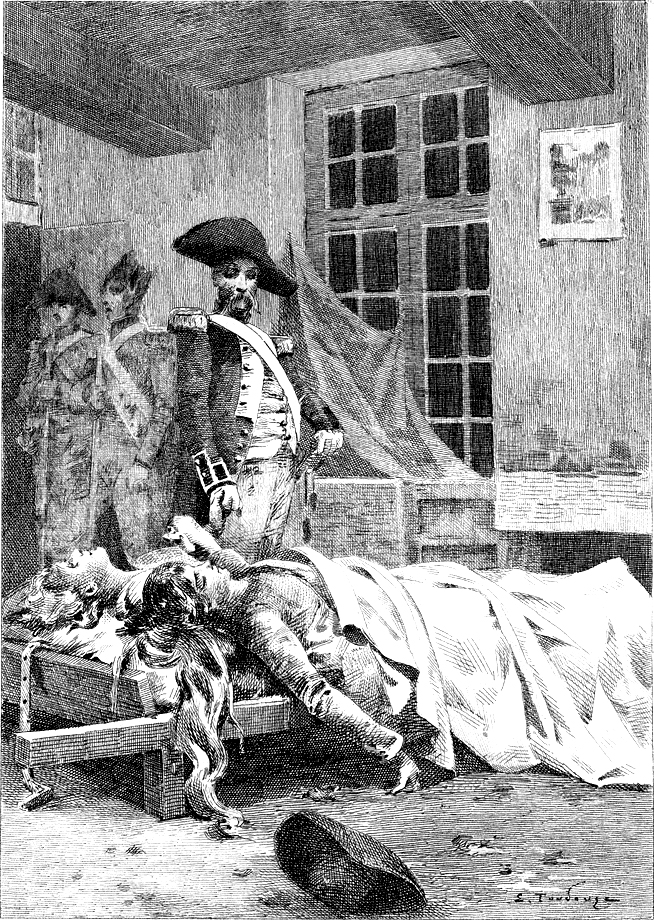
Balzac: A huhogók (illusztráció, 1829)

- Honoré de Balzac történelmi regénye: Les Chouans (A huhogók).
- Victor Hugo: Le Dernier jour d'un condamné (Egy halálraítélt utolsó napja).
- Prosper Mérimée történelmi regénye: Chronique du règne de Charles (IX. Károly korának krónikája), mely nálunk Szent Bertalan éjszakája címen jelent meg.
- Kiadják a 18. századi francia szerző, Saint-Simon hercege híres emlékiratait: Mémoires complets et authentiques du duc de Saint-Simon, sur le siècle de Louis XIV et de la Régence (21 kötet, 1829–1831).[1]
- Walter Scott regénye: Anne of Geierstein.

### Költészet

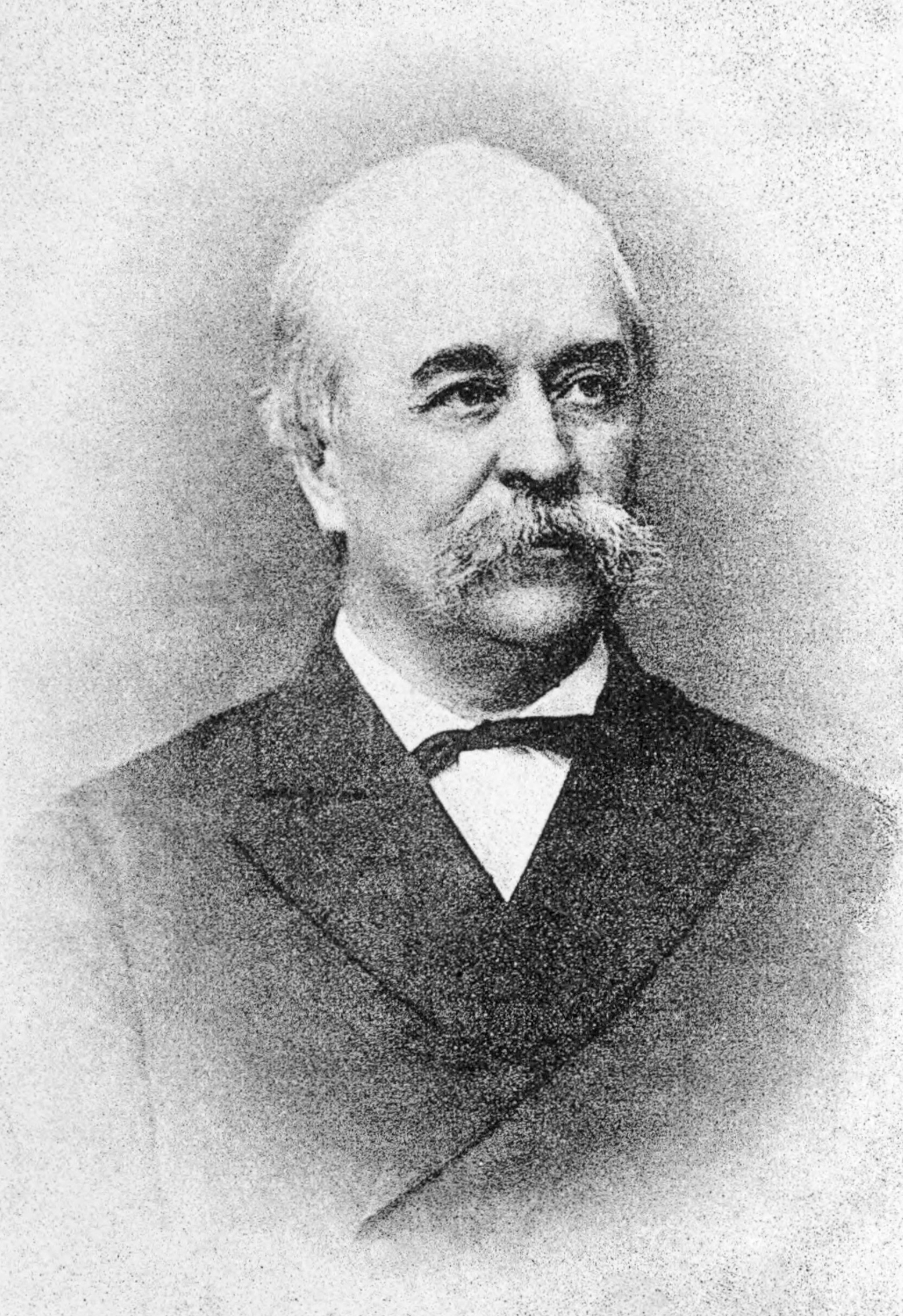
Danyilevszkij

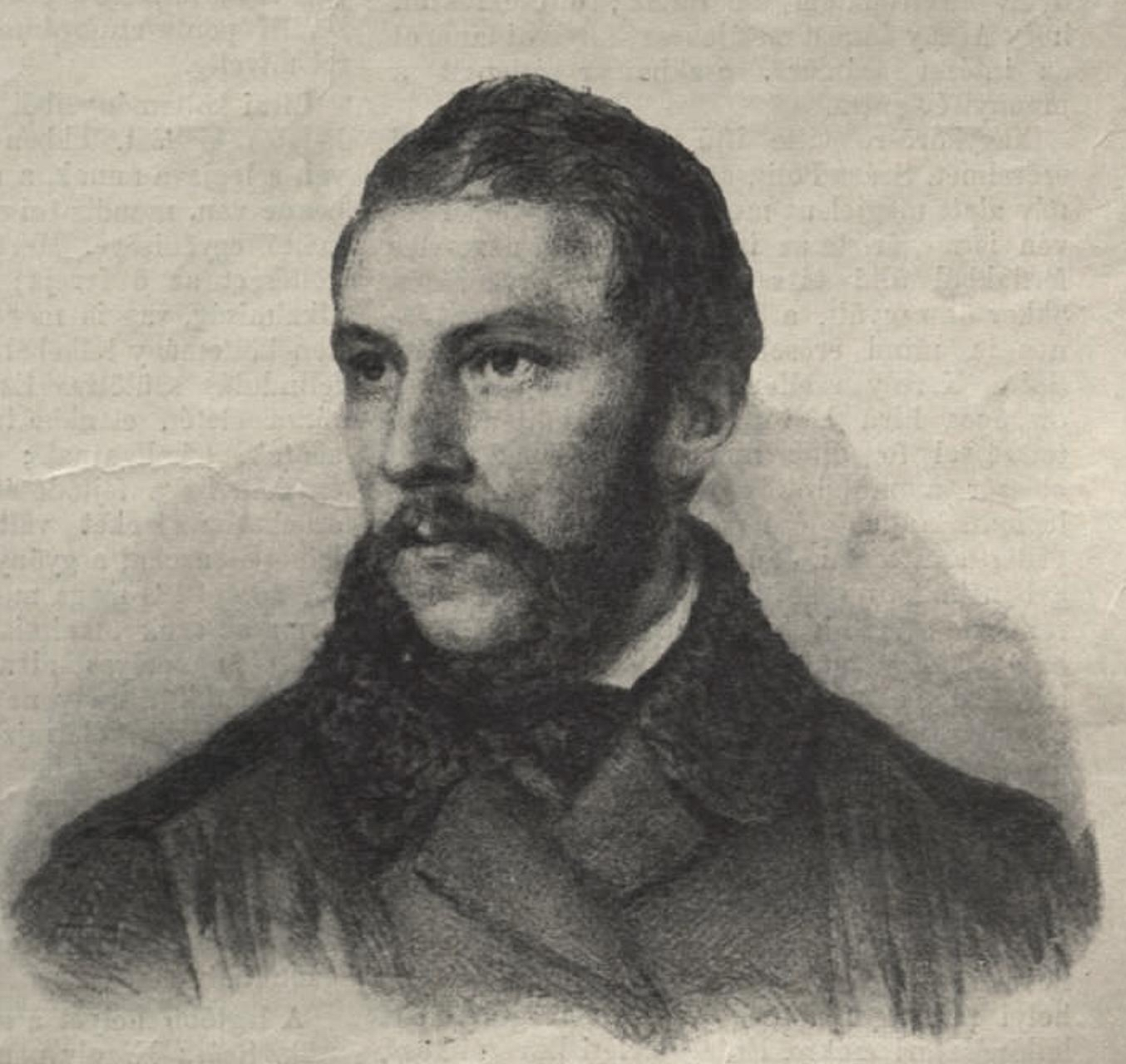
Szász Károly

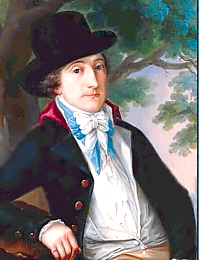
Wojciech Bogusławski

- Charles-Augustin Sainte-Beuve költeményei: Vie, poésies et pensées de Joseph Delorme, „amelyeket egy korán tüdőbajban elhunyt költőnek, Joseph Delorme-nak hagyatéka gyanánt adott ki.”[2]
- Victor Hugo: Les Orientales (Keleti énekek).

### Magyar nyelven
- Kölcsey Ferenc: Himnusz. Az 1823 januárjában írt költemény először Kisfaludy Károly Aurora című folyóiratában jelent meg, kötetben pedig 1832-ben.[3]
- Vörösmarty Mihály: Széplak, kiseposz egy énekben.

## Születések
- április 26. – Grigorij Petrovics Danyilevszkij orosz regényíró († 1890)
- június 15. – Szász Károly magyar költő, drámaíró, műfordító, esztéta († 1905)

## Halálozások
- január 6. – Josef Dobrovský, a szlavisztika megalapítója, a cseh felvilágosodás nagy alakja (* 1753)
- január 11. – Friedrich von Schlegel német filozófus, író, kritikus (* 1772)
- február 11. – Alekszandr Szergejevics Gribojedov orosz diplomata, drámaíró (* 1795)
- július 23. – Wojciech Bogusławski lengyel színész, színházigazgató, drámaíró, műfordító, a „lengyel színház atyja” (* 1757)
- szeptember 9. – Vitkovics Mihály magyar és szerb költő, műfordító (* 1778)